# Mash-up
Mash-up, även kallat mashup, är i musik en teknik för att kombinera två eller flera låtar genom att lägga sången från en låt över musiken från en annan. Låtarna som kombineras på detta sätt kommer i regel från två eller fler skilda artister. Oftast brukar även låtarnas titlar kombineras på olika sätt. Det existerar exempelvis en mashup bestående av musiken från Paradise City av Guns N' Roses och sången från Beatles-låten Sgt. Pepper's Lonely Hearts Club Band, och denna mashup kallas Sgt. Pepper's Paradise City. 
Mashups framställs främst av olika DJ:s, men det finns faktiskt en del musikgrupper som nästan uteslutande spelar mashups - exempelvis The Rubber Band och Black Sweden. Andra artister som är kända för mashups är Black Ingvars och Jocke Boberg.